# L'inferno nello specchio (Candyman 2)
L'inferno nello specchio (Candyman 2) (Candyman: Farewell to the Flesh) è un film horror del 1995 diretto da Bill Condon. È il seguito di Candyman - Terrore dietro lo specchio del 1992.
L'edizione home video è stata distribuita con il titolo Candyman 2 - L'inferno nello specchio.

## Trama
Candyman, il cui si scopre che il suo vero nome è Daniel Robitaille, risvegliatosi da un sonno profondo torna nuovamente a mietere vittime, questa volta a New Orleans. Ma, oltre a questo, cerca anche sua moglie, reincarnatasi in una professoressa di scuola. Solo lei potrà rimandare all'Inferno il malvagio assassino.